# Djibouti (district)
Djibouti  este unul din cele 11 districte ale Republicii Djibouti.